# 绛三叶
绛三叶（学名：Trifolium incarnatum），又名绛车轴草，是一种三葉草屬植物。这种植物原产于撒丁岛、巴利阿里群岛、北非阿尔及利亚和其它地中海附近的欧洲国家。